# Frullania breuteliana
Frullania breuteliana là một loài Rêu trong họ Jubulaceae. Loài này được Gottsche mô tả khoa học đầu tiên năm 1845.